# رشفر
شهر رُشفُر (به فرانسوی: Rochefort) در شهرستان دینان (بلژیک)  در استان نمور  در منطقه فدرال والوون در کشور بلژیک واقع شده‌است.

## نگارخانه

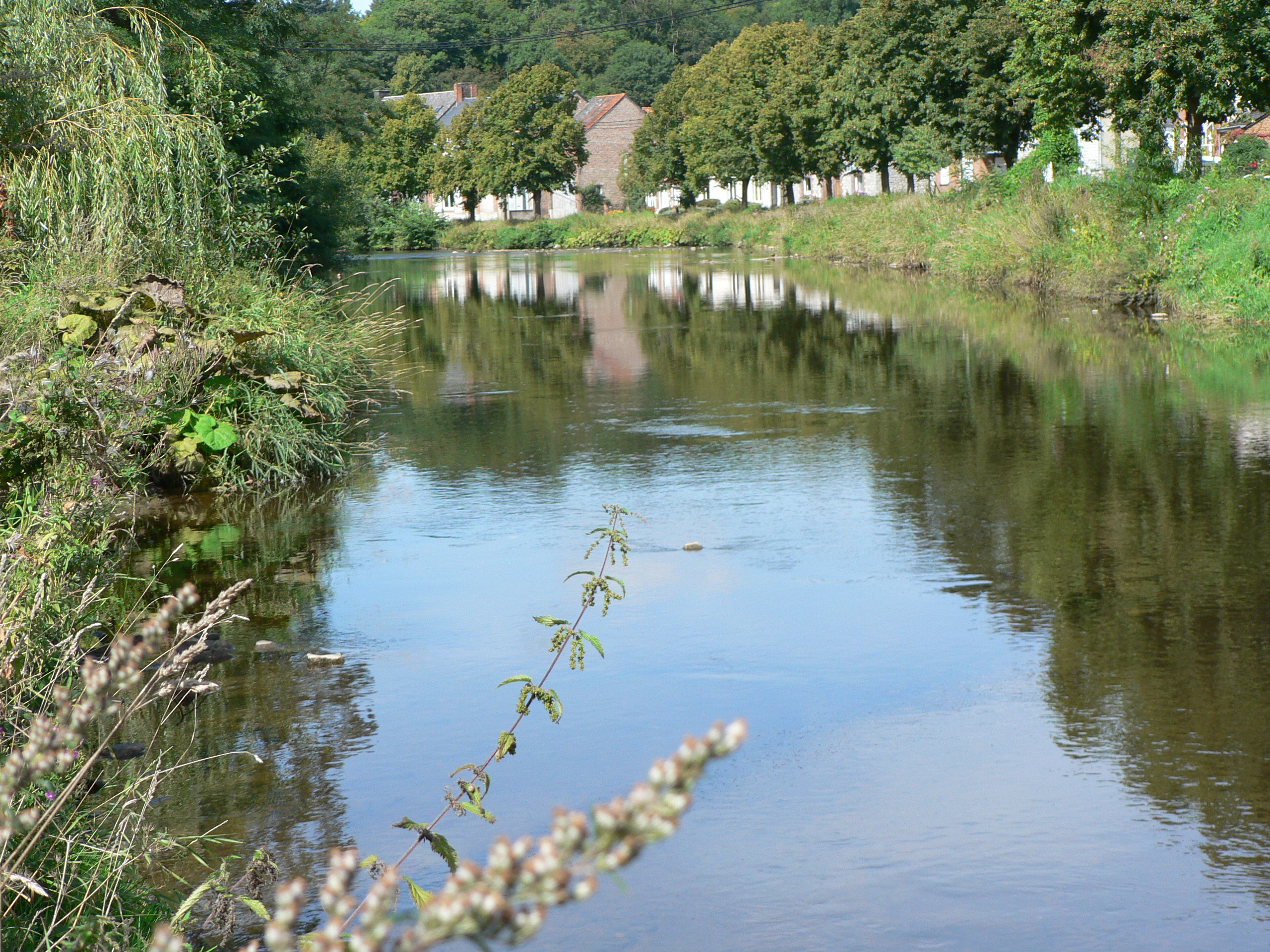
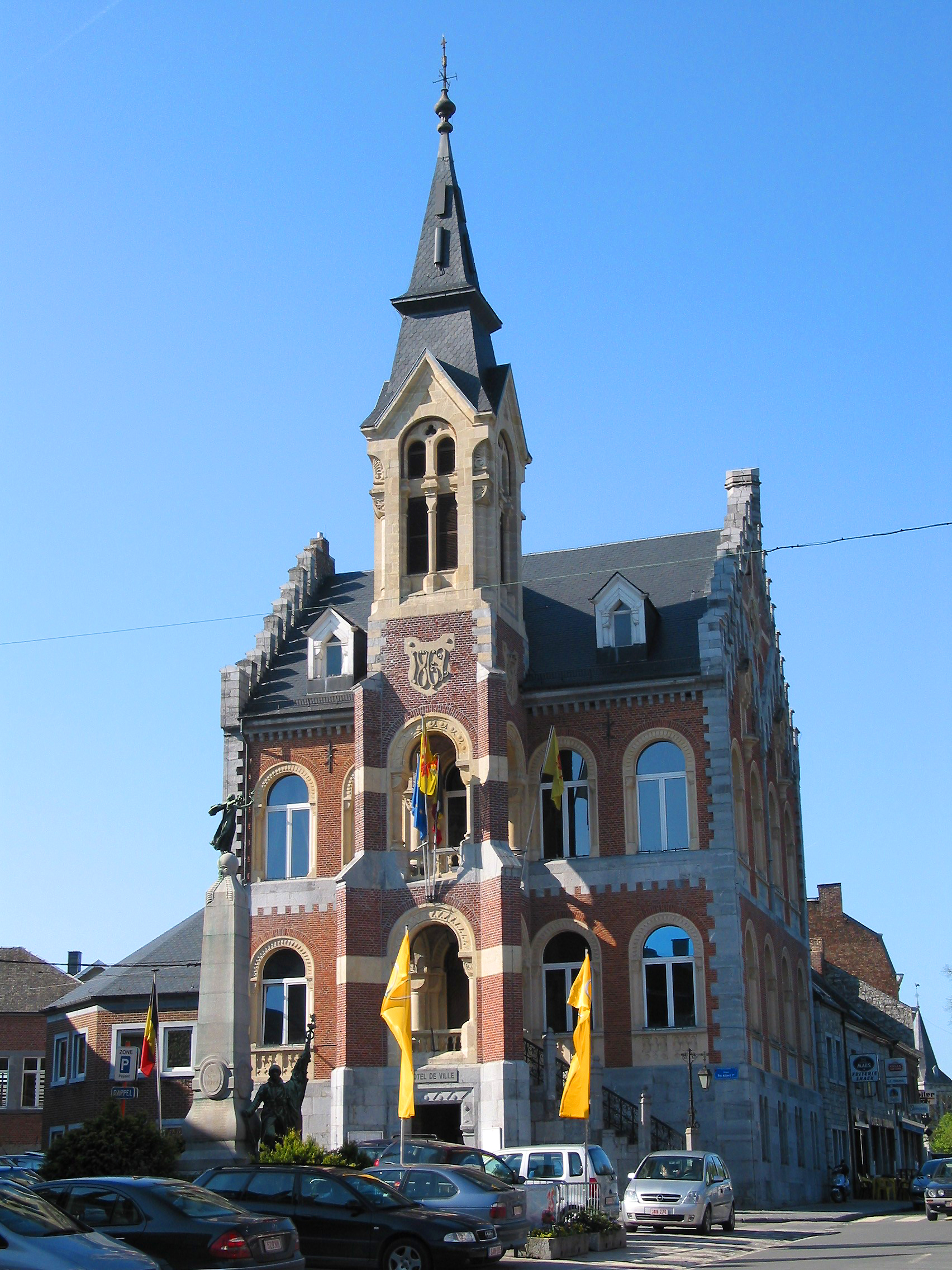
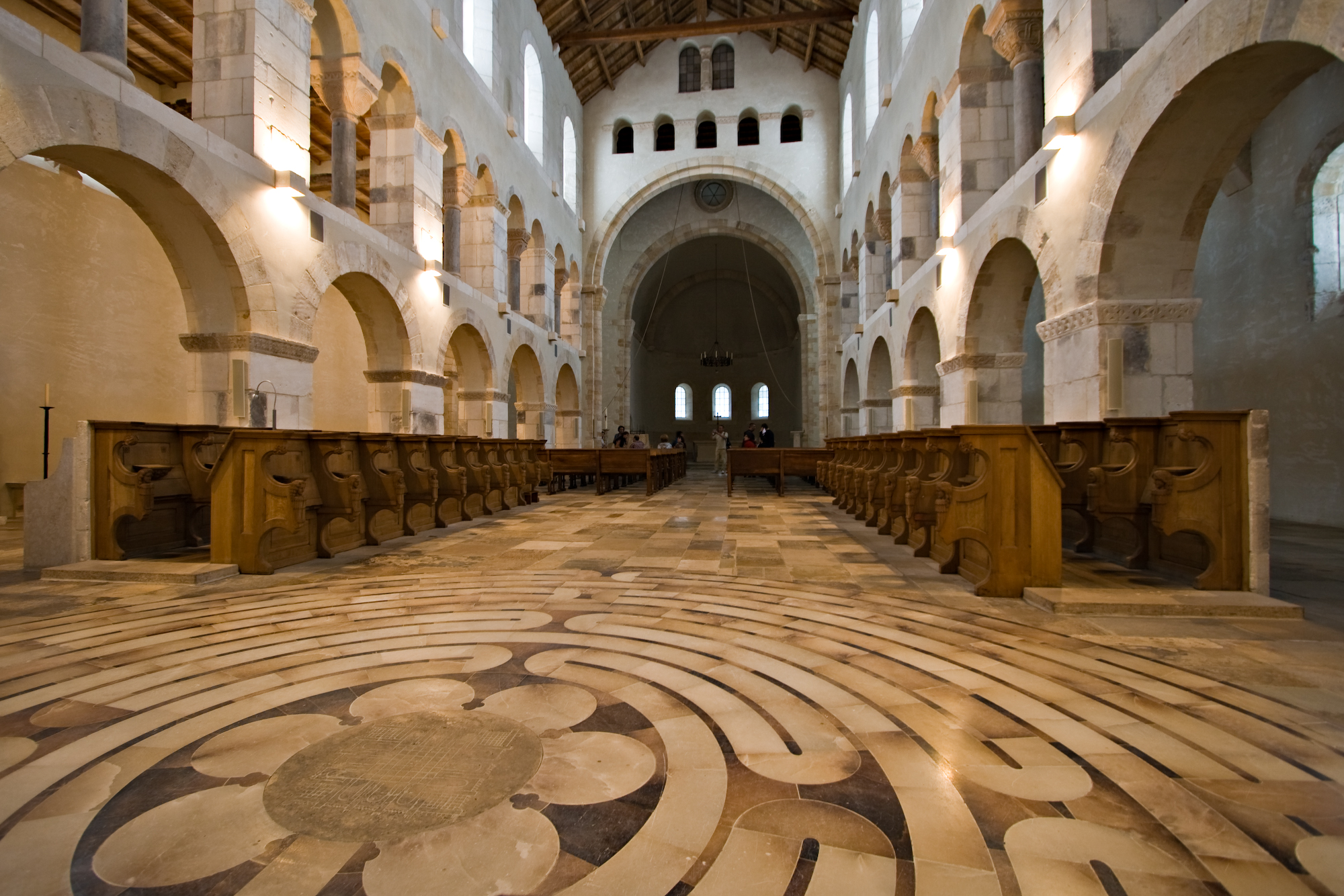